# 绝境岛
《绝境岛》是2019年泰国Netflix原创网络剧，由索分·沙达菲斯执导，帕庞科恩·勒查林波特、查雅妮·臣姗卡维、朱塔吾·帕塔拉刚普、抔米提·米弯投瓦兰、陈瑞书、王俊勇、徐嘉琳等人主演。剧情主要讲述2019年，一场突如奇来的安达曼海大海啸让几十个为了看月食没按照离岛时间离开岛屿的毕业生被迫困在热带孤岛上的私立学校，因无人营救与外界断连而依靠自己求生时发生的奇异事故。此剧由GMM Grammy的Bravo Studios和H2L Media Group与Netflix Studios联合制作，2019年11月15日正式播出。

## 演员阵容

### 主要演员
- 帕庞科恩·勒查林波特（Beam）  饰演 Kraam

身世不明的他依稀记得母亲是自杀而亡，喜欢May。
- 查雅妮·臣姗卡维（Pat） 饰演 May

梦想是成为一名歌手。略懂药理的她原本家境显赫，后因破产而成为Anan的女友。在男友迷失于权力之中而与其渐行渐远，并对Kraam产生好感。
- 朱塔吾·帕塔拉刚普（March） 饰演 Anan

生于音乐世家。父亲总给他很高的期望以致他不堪压力，痴迷于权力的他是May的男友。
- 抔米提·米弯投瓦兰（Oab） 饰演 Joey

提议在岛上办《月食之夜》的人，因摔下悬崖导致肺萎缩，后抢救不治。后出现在另一平行时空，与Kraam相遇。
- 查莱达·吉尔伯特（英语：Chaleeda Gilbert） 饰演 Arisa

喜欢修理电器的奇异少女，与Ying有感情线。
- 王俊勇（Perth） 饰演 Krit

Jack的男友兼青梅竹马。
- 陈瑞书（Mark） 饰演 Jack

作家，Krit的男友兼青梅竹马，Jan的弟弟，后身亡。
- 徐嘉琳（Pam） 饰演 Jan

Jack的姊姊，喜欢Krit。
- 齐提萨克·帕通布拉纳（Jack） 饰演 Ice

Ying的男友。心脏不怎么好的他喜欢吸食大麻及酗酒。
- 缇恰·翁迪普卡侬（Ticha） 饰演 Ying

Ice的女友，高中时辍学，后与Arisa有感情线。
- 查恩雅·麦克洛里（Nink ） 饰演 Nahm

宣称拥有第六感的她似乎能看穿人的内心在想什么。
- 辛扎伊·本班尼（英语：Sinjai Plengpanich）（Nok） 饰演 林教授

理科部主任，行动诡异。

### 其他演员
- 妮查潘·查采芃纳（Pearwah）饰演 Mint
- 茶妮甘·索皮薇希（Ploy） 饰演 同学
- 帕文·库卡拉尼亚维奇（Win）饰演 Nat

### 客串角色
- 奥娜侬·潘亚旺（Orn）饰演 May的母亲
- 温奈·圭毕达（Mek）饰演 Kraam的养父，在海啸中身亡。
- 颂恩·宋帕山（Son） 饰演 Kraam的亲生父亲
- 沙鲁约·旺格强（Tua）饰演 神父
- 纳帕·维凯伦罗（Na） 饰演 May的追求者
- 出现在另一平行时空的北方打猎者
  - 塔纳波·里拉塔纳卡邹（Tor）
  - 葵咪莎拉·普碟（Belle）
  - 帕瑞斯·因塔拉科玛亚苏特（Ice）
  - 提拉东·苏帕庞皮尤（James）
  - 苏卡达·顾珑希（Punpun）